# Sasha D’Arc
Sasha D’Arc (eigentlich Ante Marich Darko, * 12. Juni 1945 in Zagreb) ist ein kroatischer Schauspieler.

## Leben
Im damaligen Jugoslawien geboren, verbrachte D'Arc nach seinem Debütfilm 1976 in seinem Heimatland seine Karriere ab 1978 in Italien, wo er in etlichen Exploitationfilmen tragende Rollen als zweifelhafte Charaktere meist (seinem starken Akzent geschuldeten) slawischer Herkunft verkörperte und sich seit den 1990er Jahren auch verstärkt auf Fernseharbeit konzentrierte. So arbeitete er etliche Male neben Bud Spencer und Terence Hill bei deren späten Projekten. Er benutzte auch andere Pseudonyme, so z. B. Hadryan Darko.

## Filmografie
- 1976: Najdolgiot pat
- 1978: Convoy Busters (Un poliziotto scomodo)
- 1978: Der Große mit seinem außerirdischen Kleinen (Uno sceriffo extraterrestre – poco extra e molto terrestre)
- 1978: Onkel Addi (Zio Adolfo, in arte Führer)
- 1978: Ring
- 1979: Gardenia il giustiziere della mala
- 1979: Martin Eden (Fernseh-Miniserie)
- 1980: Razza selvaggia
- 1980: Speed Cross – Zwei geben Vollgas (Speed cross)
- 1980: Der Tag der Kobra (Il giorno del cobra)
- 1981: Gib dem Affen Zucker (Innamorato pazzo)
- 1982: Der Bomber (Il bomber)
- 1982: Caligola… la storia mai raccontata
- 1982: Dieci registi italiani, dieci racconti italiani (Fernsehserie, 1 Folge)
- 1983: Der Clan des Höhlenbären (I padroni del mondo)
- 1984: Claretta
- 1985: Der Denunziant (Il pentito)
- 1986: Capitano Maffei – Kunstdiebstähle (Caccia al ladro d'autore) (Fernsehserie, 1 Folge)
- 1987: Un tassinaro a New York
- 1988: Jack Clementi – Anruf genügt…: Im Netz der Drogenmafia (Big Man: Polizza driga) (Fernsehfilm)
- 1988: Green Inferno (Natura contro)
- 1989: Cesira – Eine Frau besiegt den Krieg (La ciociara) (Fernsehfilm)
- 1989: Franziskus (Francesco)
- 1991: Die Geier warten schon (L'avvoltoio può attendere) (Fernsehfilm)
- 1991: Wenn man vom Teufel spricht (Un piede in paradiso)
- 1992: Zwei Supertypen in Miami: Die Rache des Gonzales (Extralarge 2: Doppio inganno) (Fernsehfilm)
- 1994: The Iron Girl (La ragazza d'accicio)
- 1994: Die Troublemaker (Botte di Natale)
- 2002: Padre Speranza – Mit Gottes Segen (Padre Speranza) (Fernsehfilm)
- 2004: Don Matteo (Fernsehserie, 1 Folge)
- 2005: Il ritorno del Monnezza
- 2009: L'uomo che cavalcava nel buio
- 2010: I delitti del cuoco: L'occhio del pesce (Fernsehserie, 1 Folge)